# Manuel García Herreros
Manuel-Antonio García-Herreros y Saénz de Tejada (San Román de Cameros, La Rioja, 10 de enero de 1767-Madrid, 29 de abril de 1836) fue un jurista y político liberal español del siglo XIX que desempeñó —además de otros cargos— el de Secretario de Gracia y Justicia en tres ocasiones distintas: durante la Guerra de la Independencia, el Trienio Liberal y la Regencia de María Cristina.  

## Infancia y juventud
Manuel Antonio fue el segundo hijo de una familia de labradores de posición económica modesta. Con ocho años viajó a la Ciudad de México, donde residía su tío Manuel. Allí estudió en el Colegio franciscano de San Buenaventura, donde obtuvo en 1783 el título de Bachiller en Filosofía. Dos años más tarde consta que estudiaba Teología en el Real Colegio de San Pedro, San Pablo y San Ildefonso de la misma ciudad. En 1790 finalizó los estudios eclesiásticos en la Universidad Pontificia de México, pero se limitó a recibir las órdenes menores sin llegar a ser sacerdote.
Regresó a España y estudió Leyes y Cánones en la Universidad de Alcalá de Henares, donde se doctoró en 1793. Al año siguiente obtuvo por oposición la plaza de catedrático en esa misma universidad. Inició una carrera judicial en la que obtuvo renombre. En 1797 fue nombrado abogado de los Reales Consejos y procurador general del Reino, y en 1800, Magistrado de la Junta de Consolidación de vales reales. En 1804 se casó con Ana María de Fondevilla y Causada, con quien tuvo un hijo, Manuel, que nació en Madrid en 1807.

## Guerra de la Independencia

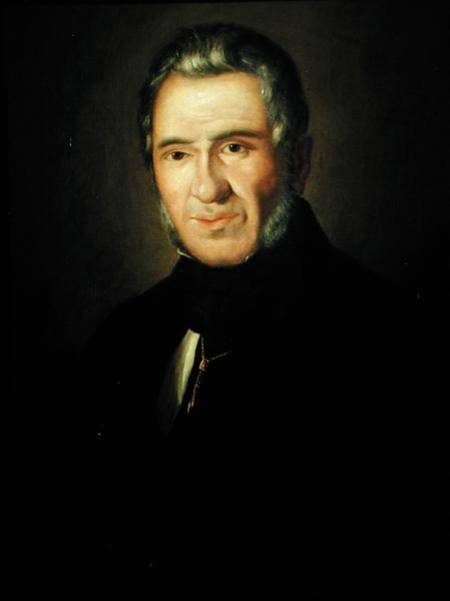
García-Herreros se hallaba adscrito a la facción liberal encabezada por Argüelles

Tras el estallido de la Guerra de la Independencia fue designado diputado suplente por la provincia de Soria, a la que entonces pertenecía San Roman de Cameros. Participó de forma destacada en las Cortes de Cádiz, adscrito al grupo liberal y vinculado a Agustín de Argüelles Álvarez. Fue miembro de varias comisiones parlamentarias, Secretario de las Cortes y, en 1811, miembro del Tribunal de Cortes. Participó en los debates relativos a la libertad de imprenta, la abolición de la Inquisición, la de los gremios, la de los señoríos y la de los mayorazgos.
Tras ser propuesto infructuosamente como miembro de la Regencia, fue nombrado Secretario interino de Gracia y Justicia el 10 de octubre de 1813, cargo que desempeñó hasta el 4 de mayo de 1814, cuando Fernando VII restableció el absolutismo. Seis días más tarde fue detenido, junto a los demás miembros de la Regencia y el Gobierno y otros diputados liberales. Fue condenado a ocho años de prisión y trasladado al presidio del Peñón de Alhucemas.

## Trienio Liberal
Tras el pronunciamiento de Riego y la apertura del Trienio Liberal, García-Herreros fue puesto en libertad, recibido como un héroe junto con sus compañeros de prisión y nombrado de nuevo Secretario de Gracia y Justicia el 8 de abril de 1820 en un Gobierno liberal moderado calificado entonces como doceañista por su respaldo a la Constitución de 1812 y su oposición a redactar una nueva ley fundamental más radical. El 2 de marzo de 1821, García-Herreros cesó en el cargo. 
Pasó poco después a ser Regidor del Ayuntamiento de Madrid y de la Junta de beneficencia. En mayo de 1823 fue nombrado Secretario de Gobernación. Sin embargo, la llegada de los Cien Mil Hijos de San Luis enviados por la Santa Alianza pusieron fin al período liberal y ayudaron al Rey a restablecer el absolutismo. En esta ocasión, García-Herreros tuvo que exiliarse en Francia.

## Regencia de María Cristina

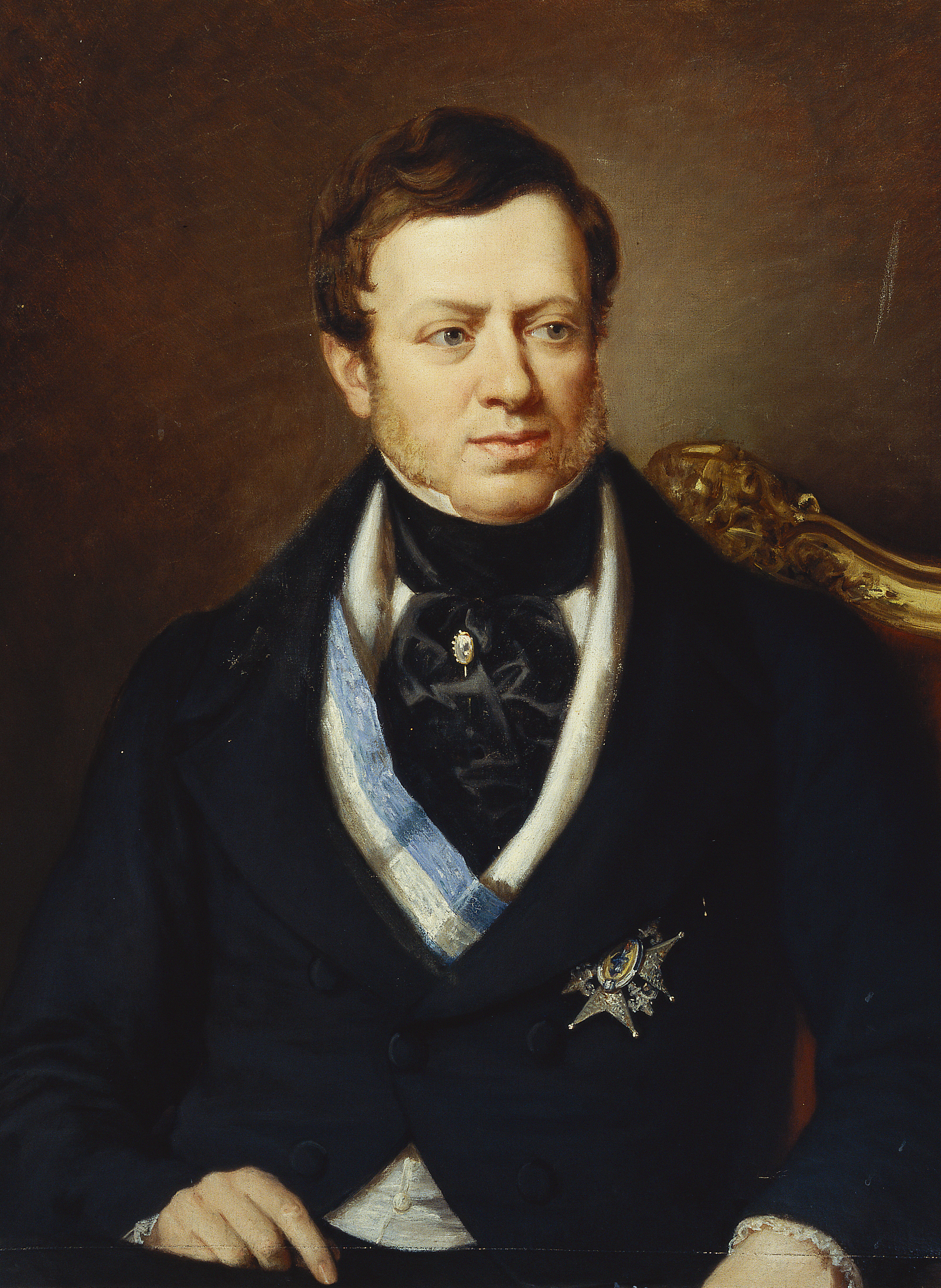
García-Herreros fue ministro de Justicia en el gobierno del conde de Toreno

Durante la Regencia de María Cristina, el gobierno de Cea Bermúdez promulgó una amnistía que permitió el retorno de unos diez mil exiliados. García-Herreros regresó en 1834 y fue nombrado Consejero de Estado y Prócer del Reino. El 13 de junio de 1835 le fue encomendada de nuevo la cartera de Gracia y Justicia en el gabinete presidido por el Conde de Toreno. El 4 de julio publicó el decreto que ordenaba la expulsión de los jesuitas y la incautación de sus bienes; el 25 de julio publicó otro por el que se clausuraban los conventos con menos de doce miembros, lo que supuso la supresión de novecientos monasterios; fue también el impulsor de la primera Ley de Imprenta.
Cesó en el cargo el 28 de noviembre de 1835 y se retiró de la política. Falleció en Madrid el 29 de abril de 1836; de una apoplejía según explicó su hijo Manuel-Luis.